# Xénoféminisme
Le xénoféminisme désigne un mouvement engagé pour la recherche radicale et critique dans l'art et la technologie, pensé dans le prolongement du cyberféminisme. Ce féminisme techno-matérialiste a pour objectif de dissoudre les normes de genre.

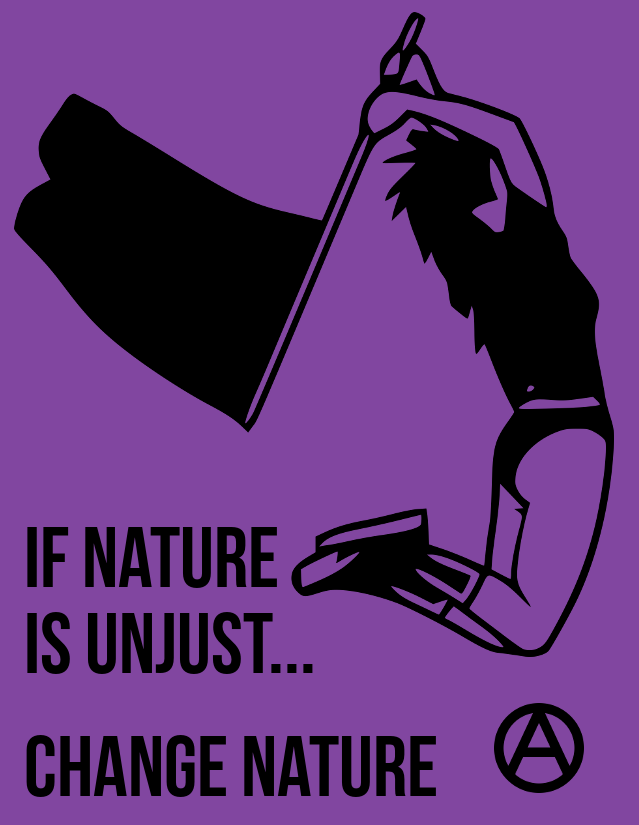
"Si la nature est injuste, changez la nature !" Affiche avec un slogan du Manifeste xénoféministe.

Il intègre également les idées de l'accélérationnisme de genre. L'aliénation est un des éléments centraux de l'argumentaire du xénoféminisme qui considère que « pour instaurer la liberté, il ne faut pas moins, mais davantage d’aliénation. L’aliénation est la tâche réservée à la construction de la liberté. Rien ne devrait être admis comme figé, permanent ou “donné” – ni les conditions matérielles ni les formes sociales (…) Quiconque s’est vu jugé “non naturel” au regard des normes biologiques dominantes, quiconque a subi des injustices perpétrées au nom de l’ordre naturel, comprendra que la glorification de la “nature” n’a rien à nous offrir – les queers et les trans parmi nous, les porteur.euse.s de handicap, ainsi que ceux.celles ayant souffert de discrimination liées à une grossesse ou à des obligations relatives à l’éducation des enfants ».

## Étymologie
Le mot est composé de l’affixe xéno-, issu du grec ancien xénos ou ξένος (« étranger, hôte »), préfixé à féminisme.

## Histoire
Ce terme fut initié, entre autres, par Diann Bauer, Katrina Burch, Helen Hester, Lucca Fraser, Amy Ireland, Patricia Reed, membres du collectif transféministe Laboria Cuboniks,, dans leur manifeste multilingue publié en ligne Xenofeminism, A Politics for Alienation en 2015,. Laboria Cuboniks est une anagramme de Nicolas Bourbaki, le pseudonyme collectif de mathématiciens français.
Le Xénofeminisme est une plate-forme, une approche techno-critique visant à construire une nouvelle langue et de nouveaux usages pour la politique sexuelle trans et queer - « un langage qui saisit ses propres méthodes en tant que matériaux à refaire et s'amorce de façon incrémentielle »,,,,.
« Le xénoféminisme estime que l’ordre social qui nous est imposé nous oppresse, car il génère des divisions (fondées sur le genre, la classe sociale ou la race) et par conséquent crée des conditions idéales pour une discrimination (...) Les xénoféministes discutent de la façon dont on pourrait changer les objectifs des technologies existantes pour les rendre plus utiles à la société et, surtout, pour qu’elles ne puissent pas être utilisées comme un outil de discrimination sexuelle. » En d'autres mots, la technologie est perçue comme un levier d'émancipation et un moyen d'abolir le genre. 
Il s’agit de retrouver l’instinct primal de l’humanité et d’adapter la technologie à ces instincts plutôt que l’inverse.
La méthode du xénoféminisme peut s'apparenter à un hacking identitaire se débarrassant des bornes imposées par le féminin/masculin mais aussi par la multiplications d'identités sans cesse produites et récupérées par le néolibéralisme. Le xénoféminisme se pose ainsi comme antinaturaliste et entend dépasser les théories essentialistes. Dans cette pratique le potentiel émancipateur du code informatique et des mutations endocrino-chimiques est vu comme un moyen de hacker un système oppressif mais ouvert en y dénichant des failles à exploiter pour le faire imploser de l'intérieur. Le xénoféminisme ne cherche ni la reconnaissance ni la représentation au sein des organes de pouvoirs, mais leur infiltration en vue de leur éradication. 
Le xénofeminisme se déclare « farouchement anti-naturaliste. Le naturalisme essentialiste empeste la théologie – le mieux est de l’exorciser au plus vite ». Et également, le xénofeminisme déclare : « Au nom du féminisme, la “Nature” ne doit plus être un refuge d’injustice, ou le fondement de quelque justification politique que ce soit ! Si la nature est injuste, changez la nature !  »

## Liste d'artistes et collectifs
- Kathy Bail
- Laboria Cuboniks[17]
- Open Source Gendercodes
- Paul B. Preciado
- Amy Ireland[6]
- Helen Hester

## Évènements incluant des programmes xénoféministes
- Olivia Lucca Fraser, Artificial Intelligence in the Age of Sexual Reproduction: Sketches for Xenofeminism, Les Laboratoires d'Aubervilliers, Paris, 2014[18].
- XenoFeminism, CyberFeminism & EcoFeminism, Festival of Feminist Futures, Verge Gallery, Sydney, septembre 2015.
- (Re)producing Futures without Reproductive Futurity : Xenofeminist Ecologies : festival des Rencontres Bandits-Mages à Bourges en 2015.
- Towards Xenofeminism : Gender, Technology and Reason in the 21st Century, séminaire, Grand Rapids, Michigan, novembre-décembre 2015.
- Xenofeminism - A Politics for Alienation, Colloque Thinking under Turbulence, HEAD-Genève, janvier 2016.
- Féminismes du futur, conférence avec Elsa Dorlin et Helen Hester, Théâtre de l'Odéon, mai 2016.
- Festival – conférence de Laurent De Sutter à propos du recueil de textes sur l’Accélérationnisme, Marseille, 12 octobre 2016.